# Leprechaun 2
Leprechaun 2 (titulada Leprechaun 2: El duende maldito  en Argentina, El duende maldito 2 en México y Leprechaun 2 en España) es una película estadounidense de 1994 de comedia y terror, esta película, siendo la secuela de Leprechaun de 1993. La película es una secuela independiente de la primera película, centrándose en como el macabro Lubdan (Warwick Davis)  está en la búsqueda de una mujer para que sea su novia.

## Argumento
La historia empieza el 17 de marzo de 994 d. C., el Leprechaun es de mil años de antigüedad. Dado que es su cumpleaños, él puede elegir a cualquier mujer para que sea su novia.
Escoge a una joven de la familia O'Day. El Leprechaun describe a la chica que él eligió al Sr. O'Day, pero cuando O'Day ve que la chica es en realidad su hija, interviene diciendo "Dios te bendiga, hija mía", negándole al Leprechaun su novia, la criatura puede casarse con cualquier chica que estornuda tres veces, siempre y cuando nadie diga "Dios te bendiga". El Leprechaun captura, tortura a O'Day y le dice que se casará con su descendiente en un tiempo estimado de mil años en el Día de San Patricio, antes de matar a O'Day, cuyo cadáver luego es descubierto por su hija.
Mil años más tarde, el Día de San Patricio en 1994, en la actual Los Ángeles, el Leprechaun ha encontrado a una linda chica de dieciséis años llamada Bridget Callum, una descendiente de la línea de sangre de O'Day, que ha entrado en una pelea con su novio, Cody Ingalls. Cody cuyo representante legal es su tío Morty, con frecuencia él tiene que romper sus compromisos personales, con el fin de apoyar a su tío Morty en el negocio familiar, Morty es un artista de la estafa y tipo muy alcohólico.
El Leprechaun sale de su escondite un antiguo árbol y roba un poco de whisky y un diente de oro de un hombre sin hogar.
Luego ya en la ciudad este toma y rompe un anillo de oro del dedo de Tim Streer, un agente de talento, que cree que el pequeño hombre es una especie de intérprete, acto seguido dice "creo que la ciudad me gusta jaja me chupo los dedos" y no para de reír.
Después de todo esto, él sigue a Bridget a su casa, donde un jovencito llamado Ian, intenta convencerla de que ella lo dejé entrar a su casa, ella le dice que aún sale con Cody, pero el insiste y la toma del brazo y le dice que es una coqueta, ella le dice soy así y le da un codazo rápido en el estómago y luego se mete corriendo a la casa, luego de esto él dice que es una pretenciosa y voltea.
El Leprechaun a continuación, crea una ilusión que engaña a Ian, haciéndole creer de que Bridget le está pidiendo a Ian besar sus pechos grandes, que en la realidad resultan ser un par de cuchillas cortadoras de césped que se encienden después de que Ian los toca con ambas manos al mismo tiempo, luego él mete la cara en medio de ese par de cuchillas cortadoras y muere.
Poco después, Cody toca el timbre y se disculpa con Bridget ofreciéndole flores a lo que ella acepta y lo abraza, luego con el leprechaun metido en su casa este sopla despacio y provoca en ella (Bridget) un fuerte estornudo.
La tercera vez que ella estornuda, Cody empieza a decir "Dios te bendiga", pero no puede completar la bendición, cuando de repente el Leprechaun intenta estrangularlo con un cable de teléfono, él logra corta el cable y logra liberarse, luego sale el duende dice unas palabras y arroja unos sartenes que estaban sobre él (Cody).
Luego de eso Bridget pide ayuda y sale corriendo hacia la sala, abre la puerta y ve a Ian colgado y muerto afuera de él, rápidamente cierra la puerta, el duende la alcanza, dice unas palabras y luego le tira y mágicamente le pone un collar de oro, ella intenta sacárselo, este se da cuenta y la arrastra a ella con su poder hacia donde esta él.
Una vez cerca de él Bridget empuja toda la olla de oro hacia el suelo, este se desespera dice mi oro y empieza a juntar todo su preciado oro, una moneda de la olla sale rodando de ella y se detiene entre los dedos de Cody y lo despierta, Bridget lo va a ver y le pregunta si está bien, este le dice que sí, luego los dos intentan huir, ya en el pasillo el duende golpea con un martillo chico el pie derecho de Cody cuando este intentaba huir con Bridget.
El Leprechaun agarra a Bridget de la mano, Cody desde el piso le lanza un varilla de Fierro, el duende lo agarra y este se quema la mano, tira la varilla, dice unas palabras y luego desaparece junto a Bridget, perdiendo y dejando una de sus monedas de oro, que Cody pronto encuentra.
La policía pronto llega, y encontra a Ian muerto, Bridget desaparecida y una nota de Cody en la escena, lo que le lleva a obtenerse una orden de arresto en contra suya. 
Cody regresa a la casa de su tío Morty y le dice lo que pasó; saca la moneda de oro e intenta que su tío le crea, Morty dice que está loco, hasta que el Leprechaun irrumpe en la casa y golpea a Morty en la cara con un palo de madera. Cody huye pero el duende lo alcanza, Cody le dice que le dará la moneda a cambio de Bridget, luego este le dice que le dé la moneda de oro y le dará a la chica, Morty aparece y tira una gran cantidad libros sobre él y le dice que no confíe nunca en un duende a Cody, luego estos intentan salir por la ventana; ya casi haciéndolo el leprechaun agarra una pierna de Cody, este lo empuja y le cierra la ventana que es barras de Fierros, este lo agarra sin darse cuenta con ambos manos y otra vez vuelve a quemarse las manos con esto luego se va de la ventana y desaparece.
Morty y Cody luego deciden ir a un bar, que está lleno de gente pequeña disfrazados de duendes, celebrando el Día de San Patricio. Una vez allí, Cody se va al baño, allí mismo le dan un trozo de chocolate en una envoltura de oro cortesía de uno de los clientes del bar disfrazado de duende (Tony Cox). 
El Leprechaun aparece en el bar y los mira fijamente, luego se acerca a ellos, Morty ingeniosamente lo reta a un concurso de beber en honor de su boda. Mientras que el Leprechaun se toma todas las botellas de whisky posibles, Morty en realidad está bebiendo refrescos y agua. El Leprechaun, finalmente, se vuelve extremadamente ebrio, por lo tanto hasta el punto de que apenas puede hablar correctamente o utilizar su magia. Morty le habla luego este prende una máquina de discos y logra distraer a Morty y lo golpea en la cabeza con una botella la cual se rompe al instante, seguido de este acto este logra escapar de ambos.
Él va a una cafetería, donde se le pase la borrachera, y se toma el tiempo para asesinar a un camarero (Michael McDonald) que estaba haciendo bromas acerca de su tamaño y del modo de hablar de este. Al ser interrogado por el pago del café, el duende piensa que el camarero quiere tomar su oro y lo mata con el vapor de la misma cafetera en que vendía sus cafés.
Mientras tanto Cody y Morty llegan en la pista de carreras de karts de Ian, se meten en la oficina a buscar ya que Cody Recuerda haber visto una gran caja de seguridad allí, la única cosa que puede dañar el Leprechaun.
Luego este persigue a Cody pero este mismo logra escapar del duende.
Morty sale afuera y es detenido por un oficial, luego este le dice que tiene 60 horas de entrenamiento y lo libera, pero aun así Morty lo desmaya con un certero puñetazo, luego el duende golpea a Morty por la espalda.
Luego Cody le muestra al duende una moneda de oro y le dice que se la dará a cambio de Bridget, el duende dice que sólo le perdonará la vida a él y su tío simplemente y se lanza a atraparlo pero Cody atrapa al Leprechaun dentro de la caja de seguridad, pero Morty luego cierra a Cody en un trastero, y en una aprovecha la oportunidad para reclamar tres deseos, mientras Cody le dice que no lo haga.
Su primer deseo es la olla de oro del Leprechaun, que la criatura tramposa hace aparecer en el estómago de Morty, grotescamente hasta estirarla. pero debido al fuerte dolor que esto le provocaba le dice al duende que se lo saque y este le dice que si quiere vivir lo debe sacar de la caja. Luego Morty desea que el Leprechaun salga de la caja fuerte para que lo pueda ayudar, este le dice que él mismo tiene que abrirla porque él no puede, acto seguido Morty cae en la trampa y abre la puerta de la caja fuerte y el duende sale, y mientras decía sácame la caja, el duende le dice si ese es su tercer deseo, y si él dice y pide que le saque la olla de oro dentro de él. El Leprechaun aprovechando esto corta el estómago de Morty luego lo abre y saca su preciada olla de oro del cuerpo de Morty, matando a Morty. 
Morty pide ayuda mientras muere, pero el Leprechaun riendo dice "el amor, amigo, pero tú eres todo lo alto de los deseos."
Justo en ese momento, ya que Cody se desata del trastero, un guardia de seguridad, que ha respondido a una alarma silenciosa que Morty tropezó, entra. El Leprechaun desaparece del establecimiento, el oficial le dice a Cody que es un asesinato brutal y que alce las manos. Antes de que pueda detener a Cody y meterlo a la patrulla, el oficial es atraído a la pista por una suplantación de voz del Leprechaun haciéndose pasar por Bridget, allí el oficial es atropellado dos veces y asesinado por el hombrecillo verde en su costumbre propia de karts. Él intenta matar a Cody por su moneda de oro, pero Cody se da cuenta de que todo el tiempo que lo sostiene, el Leprechaun no puede hacerle daño. El duende intenta atropellarlo dos veces pero no puede hacerle nada.
Luego grita fuerte que él conoce su guarida y sabe cómo llegar a ella, luego se dirige hacia la guarida del Leprechaun para intentar rescatar a Bridget, el duende que se había escondido atrás escuchó lo que él dijo y tratará de impedirlo, que pueda encontrar a Bridget.
Cody llega y logra meterse al escondite del duende, sin embargo, ya entrando más en él es atacado por el esqueleto de William O'Day, controlado por el Leprechaun. Se las arregla para golpear al esqueleto con un palo, que estaba enterrado en una maraña de raíces de los árboles. El esqueleto se levanta, intenta atacar a Cody pero este le propina un certero golpe en la cara y lo desarma. Luego sigue su camino en la búsqueda de Bridget, cae en una ilusión de raíces de árboles rodeándolo a él.
Luego las raíces de los árboles resultan ser una ilusión.
Finalmente se topa con Bridget en la habitación del Leprechaun; ella está con un collar de oro en su cuello. De repente, el Leprechaun aparece y le dice que si da un paso más morirá y luego le dice qué harás ahora Cody crees que podrás vencerme a mi en mi propia casa. Bridget, que ha estado liberándose del collar de oro de su cuello con un punzón, rompe el collar de oro y lo tira a la cabeza del Leprechaun, logra hacerle caer su sombrero y distraerlo unos segundos, luego ambos salen corriendo del lugar, el Leprechaun desempolva el sombrero y los persigue y le dice ("Un juego de esconder y buscar! ¡Qué hermoso!").
Donde quiera que Cody y Bridget corren, terminan de vuelta en el mismo lugar. En su loca carrera para encontrar una salida, Bridget y Cody se separan. Cuando se encuentran de nuevo, Bridget convence a Cody de dejarle la moneda por el supuesto caso de que el Leprechaun dejará de perseguirlos si le dan lo que quiere. Cuando Cody muestra reacción al desprenderse de la moneda, le dice que es la única cosa que detiene al Leprechaun de hacerles daño, Bridget se enciende al encanto y lo besa, por lo que Cody le entrega la moneda. Bridget se aleja y comienza a reír, luego dice "te engañé!" en la voz del Leprechaun y se convierte en tal. El Leprechaun le dice cosas, y Cody le dice que dónde está Bridget y este se la muestra, luego Cody trata de atacar con una varilla de metal al leprechaun pero este lo detiene con sus poderes y lo lanza hacia atrás haciéndolo estrellarse de espalda contra una pared. Bridget va a ayudarlo, pero ella le miente y dice al duende que lo ha asesinado, el leprechaun celebra su triunfo anticipadamente y de repente Cody salta y empuja una varilla de hierro a través del pecho del Leprechaun. A medida que el Leprechaun comienza a chisporrotear, Cody señala que la moneda de oro que le dio fue en realidad el oro cubierto de chocolate con leche que le dieron el Día de San Patricio. Juntos, Cody y Bridget salen de la guarida, y el Leprechaun estalla detrás de ellos. En la escena final, Bridget le dice a Cody cómo sabía que la ilusión de Bridget que el duende utilizó no era realmente ella, y Cody le informa que sus besos no son iguales a los de ella. A continuación Bridget, le pregunta si va a mantener la moneda. Seguidamente Cody responde "Créeme, no vale la pena" y la tira hacia atrás de él y esta cae al suelo.
Luego comparten una risa y se besan en el camino a casa.

## Reparto
- Warwick Davis como El Duende.
- Charlie Heath como Cody Ingalls.
- Shevonne Durkin como Bridget Callum.
- Sandy Baron como Morty Ingalls.
- Adam Biesk como Ian.
- Linda Hopkins como Housewife.
- Arturo Gil como Pub Drunk.
- Kimmy Robertson como novia del turista.
- Clint Howard como el turista.
- Billy Beck como indigente.
- Al White como Desk Sargeant.
- Martha Hackett como Detective.
- Tony Cox como Black Leprechaun.
- Mark Kiely como Tim Streer.
- Michael McDonald como mesero.
- Warren Stevens como Wiggins.

## Recepción de la crítica
Leprechaun 2 recibió una respuesta positiva de los críticos. Actualmente posee una puntuación 78% en el sitio web Rotten Tomatoes basado en dieciséis críticas.